# Franza (La Coruña)
Franza (llamada oficialmente Santiago de Franza) es una parroquia del municipio de Mugardos, en la provincia de La Coruña, Galicia, España.

## Entidades de población
Entidades de población que forman parte de la parroquia:
- Franza
- Monte (O Monte)
- O Seixo
- Seselle
- Vilar (O Vilar)
- A Amora
- O Arrueiro
- As Barcias
- Boado
- O Campo do Río
- A Cancela
- Cantarrá
- O Casal
- A Chousa
- O Curuto
- As Escadas
- A Fraga
- A Marnela
- O Mexote
- O Morteirado
- A Penela
- O Penso
- O Redondo
- A Regueira
- Xuncedo

## Demografía
| Gráfica de evolución demográfica de Franza entre 2000 y 2018 |
|                                                              |
| Población de derecho según el padrón municipal del INE       |